# Habakkuk

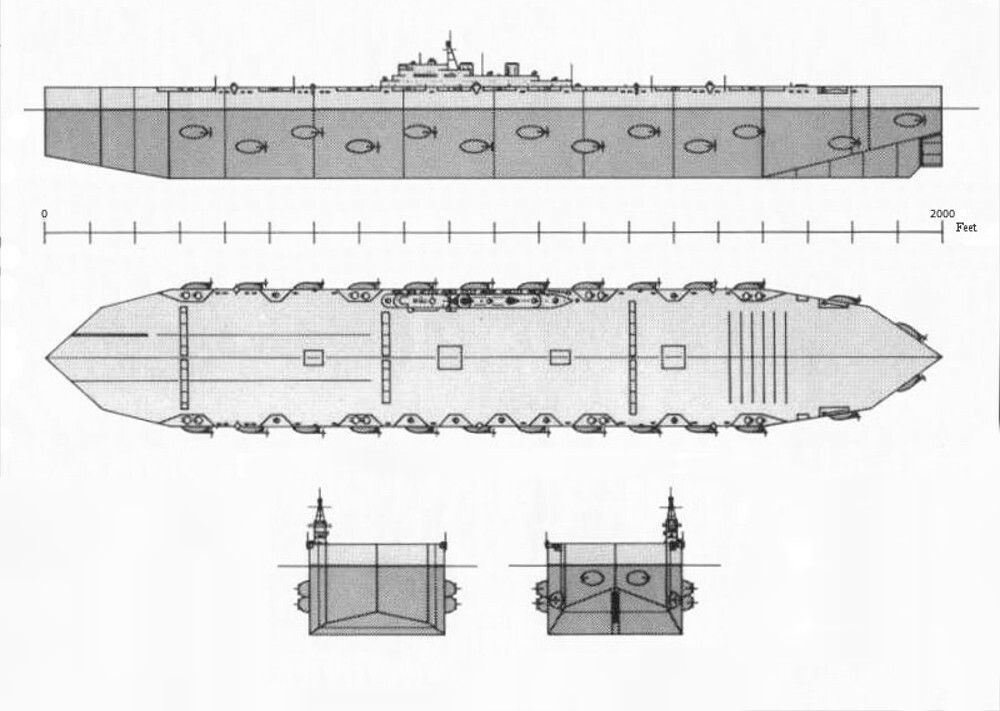
Konceptritning på Projekt Habakkuk med en 600 meter lång landningsbana

Habakkuk var en plan av Storbritannien under andra världskriget för att skapa ett hangarfartyg gjord av materialet pykrete, en blandning av pappersmassa och is, för att bekämpa tyska ubåtar i Atlanten.
Dessa U-båtar sänkte fartyg och agerade långt ute i Atlanten utom räckhåll för landbaserat flyg. Planen var att konstruera världens största fartyg någonsin med en längd på 600 meter. Den ursprungliga idén kom från Geoffrey Pyke efter att ha uppfunnit materialet Pykrete.
Projektet bedrevs under flera år där experiment och studier genomfördes för att utveckla konstruktionen. Projektet avbröts 1943 på grund av kombinationer av olika faktorer inklusive:
- Andra projekt hade stora behov av det stål som skulle behövas till konstruktionen
- De allierade fick tillstånd från Portugal att använda deras flygbaser på Azorerna vilket underlättade U-båtsjakt i Atlanten från landbaser.
- Utveckling av extra bränsletankar möjliggjorde för allierade flygplan att flyga längre sträckor över Atlanten
- Ett ökat antal eskortfartyg gav bättre skydd för fartygskonvojerna på Atlanten.